# Карл Теодор Албрехт
Карл Теодор Албрехт (Дрезден, 30. август 1843 — Потсдам, 31. август 1915) био је немачки астроном.
Студирао је математику и природне науке на Технолошком универзитету у Дрездену и на Берлинском универзитету. Специјализовао се за геодезију чијем проучавању је посветио највећи део живота. Радио је и на решавањима проблема у доменима варијације географског координатног система и прилагодио је начин уношења географских координата на карте. 

## Препоручена литература
- Baumgärtel, Hans (1970). „Albrecht, Carl Theodor”. Dictionary of Scientific Biography. 1. New York: Charles Scribner's Sons. стр. 103. ISBN 978-0-684-10114-9.